# Quartiere Santo Stefano
Santo Stefano (San Stêven in dialetto bolognese) è un quartiere del comune di Bologna istituito nel 1985 dall'aggregazione dei precedenti quartieri Galvani, Murri e Colli, a cui nel 2016 è stato aggiunto l'ex quartiere Irnerio. Deve il nome alla Basilica di Santo Stefano e all'omonima via, che si trovano nel quartiere.

## Geografia fisica
Il quartiere si estende dal centro storico fino alle propaggini collinari situate a sud, con la cima del monte Sabbiuno che tocca i 390 metri di altitudine.

### Giardini e parchi pubblici

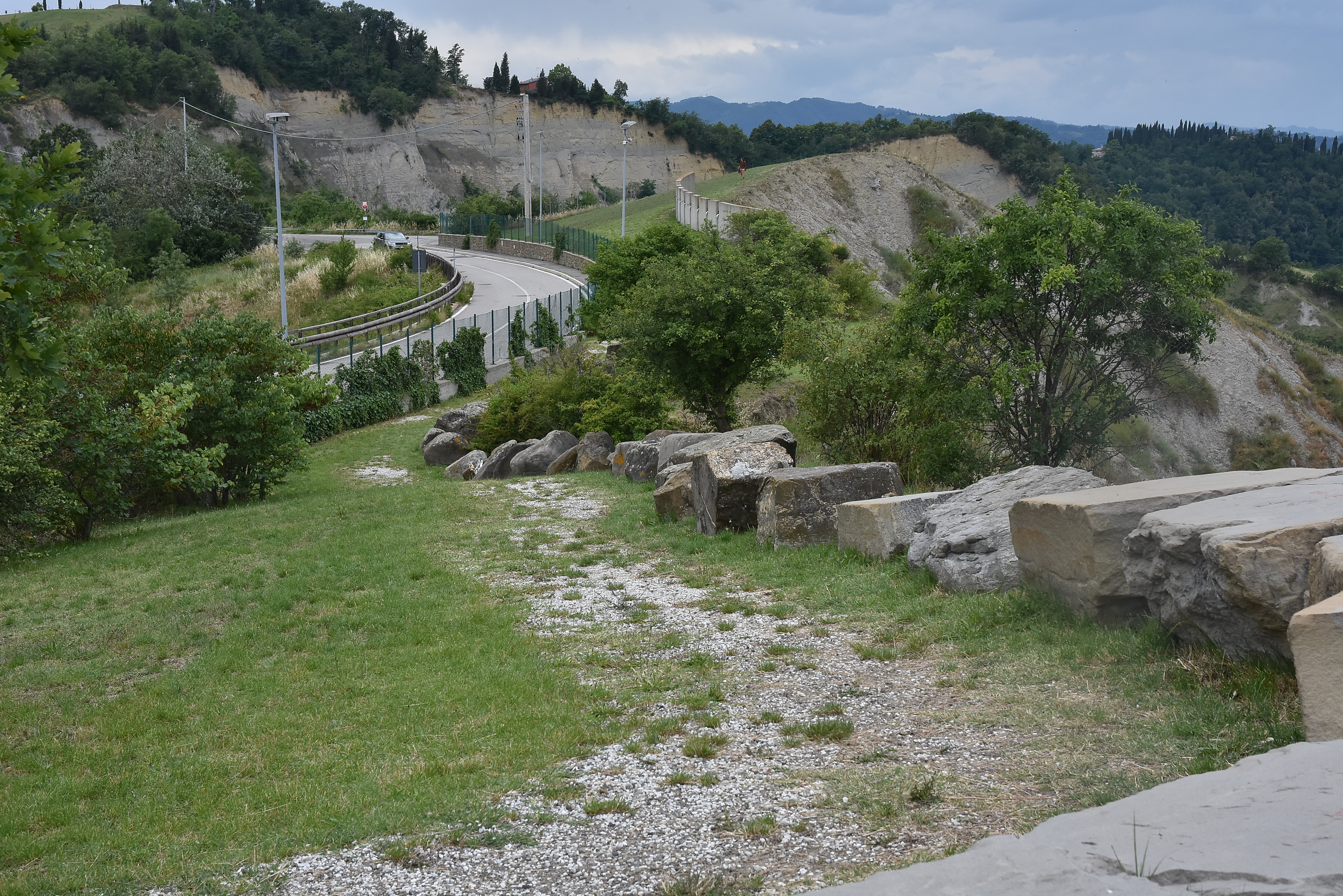
Monte Sabbiuno

Nel quartiere sono presenti alcuni tra i parchi pubblici più importanti della città, come la Montagnola, i Giardini Margherita, il Giardino della Lunetta Gamberini e il Parco di villa Ghigi, oltre ad altri di rilievo minore.
Parco Cavaioni
Il nome deriva dal bolognese cavajàn, che indica i covoni; come la via omonima, ricorda il passato agricolo dell'area. Si trova infatti sulle prime alture collinari della città, nella valle del torrente Ravone. Il parco è stato creato negli anni '60 con l'acquisizione dei terreni da parte del comune, mantenendo inalterate le caratteristiche rurali. Esteso su 38 ettari, presenta una fisionomia vegetale variegata, tra cui va segnalato la poco usuale presenza di roverelle, lecci e cerri.
Parco di Sabbiuno
Situato ai confini meridionali del comune, si estende sul crinale tra le valli del Reno e Savena, in un contesto paesaggistico particolare caratterizzato dai calanchi. È stato istituito nel 1974, e dal 1973 è presente il Monumento di Monte Sabbiuno che ricorda una strage nazifascista qui avvenuta nel 1944.
Parco di San Michele in Bosco
Conosciuto anche come Parco Scoto, è il giardino del Monastero di San Michele in Bosco, creato a fine Ottocento con l'apertura dell'Istituto Ortopedico Rizzoli. È situato su un colle a 132 metri di altezza, prospiciente il centro storico: da qui infatti si gode di una vista immediata sulla città, celebrata tra gli altri anche da Stendhal.
Parco di Villa Guastavillani
Giardino della cinquecentesca Villa Guastavillani.

## Storia e descrizione
L'attuale quartiere nacque dalla fusione di tre precedenti quartieri: Colli, Galvani e Murri, che oggi costituiscono tre zone statistiche in cui il quartiere si articola, a cui se ne è aggiunta una quarta (Irnerio), distaccata dall'ex quartiere San Vitale, in seguito alla riforma sul decentramento in vigore da giugno 2016.
È costituito dalla metà orientale del centro storico, compresa l'area commerciale del Quadrilatero e la zona universitaria, nonché dall'immediata periferia sudorientale, compresa una porzione dei colli di Bologna.
Il quartiere è noto per essere una delle zone più eleganti della città. Qui difatti vi abitavano e vi abitano ancora molte famiglie appartenenti all'alta società bolognese. I palazzi storici, alcuni ancora di proprietà di queste note famiglie, si distribuiscono principalmente lungo via Santo Stefano, via San Vitale e Strada Maggiore. Anche nell'area collinare che si sviluppa intorno a via San Mamolo, via Castiglione e via dei Colli, si trovano molte abitazioni di pregio.
Lo status di zona benestante, che caratterizza il quartiere, conferisce agli abitanti lo stereotipo di uno stile di vita medio-alto. Inoltre i prezzi degli immobili in questa zona sono da considerare i più elevati dell'intera area metropolitana di Bologna.

## Società

### Evoluzione demografica
abitanti censiti

### Enti e istituzioni
Nel quartiere ha sede l'Istituto Ortopedico Rizzoli.

## Cultura

### Biblioteche
Oltre alla Biblioteca comunale dell'Archiginnasio, nel quartiere sono presenti le biblioteche comunali di Casa Carducci, la Amilcar Cabral e la Biblioteca italiana delle donne.

### Istruzione

#### Scuole
All'interno del centro storico ha sede il Liceo ginnasio statale Luigi Galvani, mentre al confine col Quartiere San Donato-San Vitale è situato il liceo scientifico statale Enrico Fermi. In zona Murri ha sede il Liceo artistico statale Francesco Arcangeli.

#### Università
Nel quartiere è ricompresa l'area universitaria legata a Via Zamboni, con la presenza oltre che dell'Università di Bologna anche del Conservatorio G.B. Martini e dell'Accademia di belle arti.
Fuori Porta Saragozza, al confine col Quartiere Porto-Saragozza hanno sede vari dipartimenti di ingegneria e architettura e di chimica industriale dell'UniBO, nell'edificio progettato nel 1934 da Giuseppe Vaccaro.

### Musica e teatro
Fuori Porta Santo Stefano ha sede l'Antoniano, istituzione musicale e teatrale, oltre che produttore dello Zecchino d'Oro.

### Ricerca
Sulle colline meridionali, presso Montecuccolino, tra gli anni 1962-63 fu costruito un reattore nucleare ad opera dell'Università. Si trattò del primo reattore nucleare in Emilia-Romagna e venne utilizzato per scopi di studio e ricerca.

## Geografia antropica
Il quartiere è suddiviso in quattro zone statistiche: Colli, Galvani, Irnerio e Murri. Esse sono ripartite a loro volta in più aree:
| Aree statistiche Santo Stefano | Aree statistiche Santo Stefano | Aree statistiche Santo Stefano | Aree statistiche Santo Stefano |
| Colli                          | Colli                          | Murri                          | Murri                          |
| ------------------------------ | ------------------------------ | ------------------------------ | ------------------------------ |
| 50                             | Osservanza                     | 55                             | Giardini Margherita            |
| 51                             | San Michele in Bosco           | 56                             | Mezzofanti                     |
| 52                             | Paderno                        | 57                             | Siepelunga                     |
|                                |                                | 58                             | Dagnini                        |
|                                |                                | 59                             | Chiesanuova                    |
| Galvani                        | Galvani                        | Irnerio                        | Irnerio                        |
| 53                             | Galvani - 1                    | 60                             | Irnerio - 1                    |
| 54                             | Galvani - 2                    | 61                             | Irnerio - 2                    |

## Infrastrutture e trasporti
L'Autostazione di Bologna si trova all'estremità settentrionale del quartiere. Da essa partono i collegamenti bus (riportati solo quelli principali) di TPER verso Castel San Pietro Terme e Imola (Linea 101), Medicina e Lugo di Romagna (Linea 206), Argenta e Alberino (Linee 237 e 247), Budrio e Molinella (Linee 243 e 273), Ferrara (Linea 356), Cento (Linea 556), Crevalcore (Linea 576), Valsamoggia e Vignola (Linee 646, 651, 671, 672, 673 e 686), Sasso Marconi e l'Appennino Bolognese (Linee 826, 850 e 856) e verso la Valle del Savena (Linee 900, 906, 916 e 918); nonché collegamenti nazionali e internazionali.
La mobilità urbana e suburbana è gestita da TPER, con le autolinee (riportate solo quelle principali): 11, collegante l’Istituto Rosa Luxemburg, Via Agucchi, Via Bertalia, Arcoveggio, la rotonda di Via Giardini con la rotonda di Via Corelli e Ponticella; 16, collegante Piazza Cavour con Via Foscherara e il Piazzale Atleti Azzurri (Campo baseball); 19, collegante Casteldebole con San Lazzaro di Savena Stazione F.S., San Lazzaro di Savena Via Pertini e Tolara bivio; 20, collegante il Pilastro con Casalecchio di Reno, Casalecchio di Reno Stazione Garibaldi e San Biagio; 21, collegante la Filanda, la Stazione Centrale, San Donato, Via Andreini, Via Beolco e la sera l’Ostello di San Sisto; 25, collegante il Deposito Due Madonne, l’Ospedale Malpighi, la Stazione Centrale, Via della Dozza e Via del Gomito; 27, collegante il quartiere Mazzini, l'Autostazione e Corticella; 28, collegante Via Indipendenza San Pietro, Via dei Mille e la Fiera; 29, collegante Via di Roncrio con il Parcheggio Tanari e, la sera anche Noce; 30, collegante Via del Sostegno, la Stazione Centrale, l'Ospedale Rizzoli e San Michele in Bosco; 36, collegante Barca, la Stazione Centrale, l’Ospedale Sant'Orsola e l’Ospedale Bellaria; 37, collegante la rotonda CNR, la Stazione Centrale e Via Bombicci; 38 e 39, che servono le periferie bolognesi passando in parte per il centro: Linea 38 - Circolare periferica destra (Ospedale Maggiore - Stazione Centrale - Fiera di Bologna), Linea 39 - Circolare periferica sinistra (Fiera di Bologna - Stazione Centrale - Ospedale Maggiore); 51, collegante Largo Lercaro, Monte Donato e, le domeniche e festivi, Piazza Cavour; 52, che collega Piazza Cavour, Villa Aldini con il Cippo di Sabbiuno; 59, che collega Piazza Cavour con Villa Guastavillani; 61: Via Massarenti - Deposito Battindarno e 62: Corticella - Deposito Due Madonne (Linee Notturne); 90, diretta all'Ospedale Bellaria, Ospedale San Camillo e Ozzano dell'Emilia; 94, collegante Bazzano e Castel San Pietro Terme e 96, diretta a Pianoro e, nei festivi, a Monghidoro.
Servono il quartiere inoltre le linee filoviarie 13, 14, 15, 32 e 33:
- Linea 13: Centro-San Ruffillo/Rastignano/Carteria di Sesto/Pianoro
- Linea 14: Barca-Centro-Due Madonne/Zona Roveri/Pilastro
- Linea 15: XX Settembre Autostazione-Via Rizzoli-San Lazzaro di Savena Via Pertini
- Linee 32 e 33: Stazione Centrale-Porta San Mamolo-Stazione Centrale

32 - Circolare esterna destra, 33 - Circolare esterna sinistra

## Amministrazione

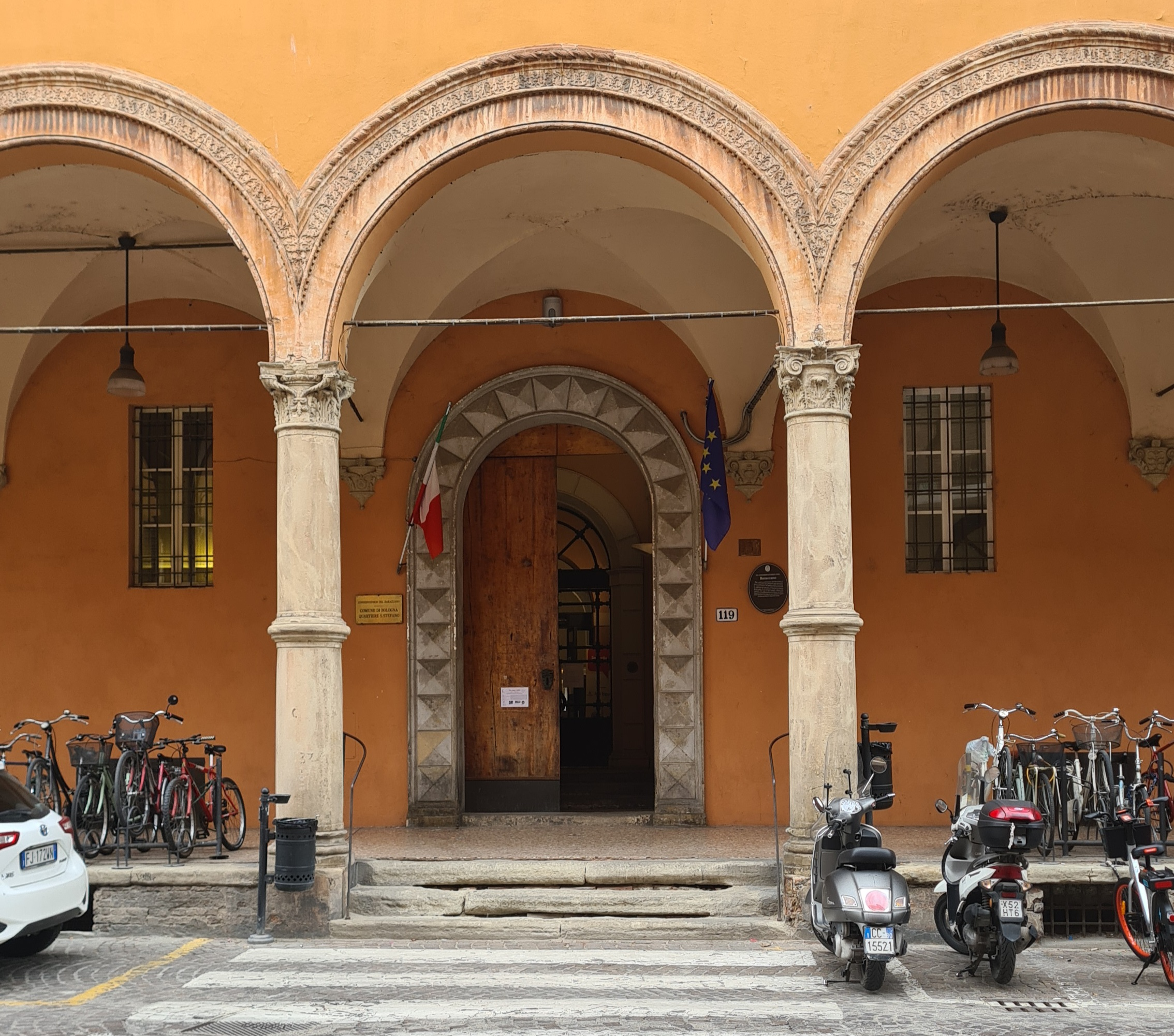
Sede del quartiere nel complesso del Baraccano

Il quartiere ha sede presso il complesso del Baraccano.
| Presidenti di Quartiere | Presidenti di Quartiere | Presidenti di Quartiere | Presidenti di Quartiere |
| ----------------------- | ----------------------- | ----------------------- | ----------------------- |
| Periodo                 | Presidente              | Lista                   | Note                    |
| 2004 - 2009             | Andrea Forlani          | DS/PD                   | [ senza fonte ]         |
| 2011 - 2016             | Ilaria Giorgetti        | PdL/FI                  | [ 21 ]                  |
| 2016 - in carica        | Rosa Maria Amorevole    | centrosinistra          | [ 21 ] [ 22 ]           |

## Sport
Nel quartiere ha sede e gioca le sue partite casalinghe la squadra di football americano dei Warriors Bologna, presso il giardino della Lunetta Gamberini.
Dal 1913 al 1927 il Bologna Football Club giocò le sue partite casalinghe allo Stadio Sterlino, non più esistente, che si trovava nel quartiere, nei pressi di Villa Hercolani.